# Melissa Satta
Melissa Satta (née à Boston le 7 février 1986  ) est une présentatrice de télévision italienne, showgirl dans la série satirique italienne Striscia la notizia . Elle est apparue dans le magazine Maxim et a fait la couverture en 2010 dans le numéro de maillot de bain 2010 de Sports Illustrated. Elle vit et travaille en Italie,,.

## Biographie
Melissa Satta est née le 7 février 1986 à Boston, Massachusetts, États-Unis, de parents italiens, originaires  de Sardaigne, Mariangela Muzzu et Enzo Satta. Elle  passe les premières années de son enfance aux États-Unis et en Sardaigne. Son père est  architecte et  politicien du gouvernement sarde et du gouvernement central sarde et consultant politique et partenaire commercial du prince Aga Khan IV de 1986 à 2003,. Melissa Satta a deux frères; un frère aîné, Riccardo, pépinière d'entreprises et entrepreneur résident en Principauté de Monaco, et un frère cadet, Maximilien,. Après avoir obtenu son diplôme d' études secondaires aux États-Unis, elle s'est inscrite à la faculté des études de communication de l' université privée IULM, mais il n'y a aucune preuve de l'obtention du diplôme et de la fin de ses études.
Melissa Satta a une histoire sportive, ayant pratiqué à la fois le football féminin, qu'elle a joué avec l'équipe féminine sarde de Sant'Elena Quartu, et le karaté, remportant les championnats sardes de karaté junior et une médaille de bronze nationale junior.

## Carrière
Melissa Satta a commencé à travailler en 2002 dans l'industrie de la mode à l'âge de 16 ans. En 2005, elle  commence à travailler comme présentatrice dans l'émission de télévision italienne Mio fratello è Pakistano, présentatée par Teo Mammucari sur Canale 5. La même année, elle est nommée porte-parole pour la publicité de TIM,.
De 2006 à 2008 elle est apparait dans l'émission de télévision italienne Striscia la notizia . En 2006, elle joue dans des programmes télévisés de Mediaset, comme Judge Mastrangelo 2 et un rôle mineur dans le film italien Bastardi . À l'automne 2006, elle  défile sur les podiums de la mode printemps / été 2007 de Milan pour la collection Pin Up Stars,.
À l'été 2007, elle  joue dans la dernière partie de l'émission Total Request Live de MTV Italie, aux côtés d' Alessandro Cattelan, et est présente sur Fashion TV et la chaîne satellite italienne The White Party Fashion TV.
À l'automne 2008, aux côtés de Teo Mammucari, Melissa Satta présente le quiz-show italien First and last diffusé sur Rai 1,. Début 2009, elle est protagoniste  des publicités de Peugeot 107 Sweet Years et en septembre 2009, elle remplace le mannequin chilien Maria Jose Lopez en tant que visage féminin du talk-show italien Controcampo sur Rete 4. En 2009, elle présente  Victoria's Secret.
En février 2010, elle figure dans le magazine Sports Illustrated pour le numéro spécial consacré aux maillots de bain ( Sports Illustrated Magazine Swimsuit Issue ) pour une séance photo « portant » un body painting représentant l'équipe nationale de football d'Italie. Tout au long de 2010, elle présente l'émission de télévision italienne episodio pilota avec la présentatrice Platinette ; diffusé sur Sky Italia. Toujours en 2010, elle figure sur la couverture de juin 2010 de Maximal.
En juin 2011, elle présente le programme scientifique Insideout (Tutti pazzi per la scienza) ; diffusé sur Rai 2. En décembre 2011, elle participe au talk-show Kalispéra ! avec les présentateurs de télévision Pamela Prati et Alfonso Signorini ; diffusé sur Canale 5. Tout au long de 2011, Melissa Satta elle fait la  publicités de différentes marques multinationales telles que Nike et Nicole Miller 
En mai 2012, elle participe à l'émission télévisée Punto su di te! présentée avec Elisa Isoardi ; diffusé sur Rai 1. Tout au long de 2012 et jusqu'en 2013, elle figure dans certains épisodes d' Intitolata Amici a letto une sitcom letto de la subdivision Comedy Central Italy Comedy Central.
En septembre 2013, Melissa Satta et Rafael Benítez, alors manager de SSC Napoli, sont les présentateurs du programme sportif italien TikiTaka sur Italia 1, Mediaset Italia.

## Vie privée
Entre 2003 et 2006, Melissa Satta était en couple avec la personnalité de la télévision italienne Daniele Interrante.
Entre 2006 et 2011, elle était en couple avec le footballeur italien Christian Vieri. En avril 2011, leur relation prend fin à cause de la prétendue infidélité de Vieri avec Sara Tommasi,.
En septembre 2011, elle s'est fiancée à l'homme d'affaires italien de 45 ans Gianluca Vacchi,.
En octobre 2011, Melissa  Satta a été photographié entrant dans un hôtel tard dans la nuit avec le basketteur américain Kobe Bryant, et partant tôt le matin. La liaison présumée de Satta avec Kobe Bryant a apparemment conduit Vanessa Bryant à demander le divorce .
En novembre 2011, elle débute une relation avec le footballeur Kevin-Prince Boateng ; le couple s'est rapidement fiancé. En avril 2014, Satta a eu un enfant avec son fiancé, appelé 'Maddox Prince', puis en juin 2016, ils se sont mariés. Le couple s'est séparé en janvier 2019, avant de se réunir. En décembre 2020, ils annoncent leur divorce sur les réseaux sociaux.
Depuis janvier 2023, elle est en couple avec le joueur de tennis Matteo Berrettini,.

## Filmographie
| Film       | Film                                         | Film         | Film |
| Année      | Film                                         | Rôle         | Remarques |
| ---------- | -------------------------------------------- | ------------ | --- |
| 2007       | Juge Mastrangelo 2                           | Camée        | Réalisé par Henry Oldoini – Minisérie TV                                                                             |
| 2007       | Bâtardi                                      | Camée        | Film italien réalisé par Federico Del Zoppo et Andres Alce Meldonado                                                 |
| Télévision |                                              |              | |
| Année      | Titre                                        | Rôle         | Remarques |
| 2005       | Mio fratello è Pakistano (Mon frère est)     | Se           | Programme télévisé diffusé par Canale 5                                                                              |
| 2005–2008  | Striscia la notizia (Les nouvelles)          | Présentateur | 2005–2008, vélin, Canale 5                                                                                           |
| 2007       | TRL (Italie)                                 | Présentateur | Version italienne du programme de télé-réalité de MTV Television                                                     |
| 2007       | Télévision de mode de fête blanche           | Présentateur | Télévision de mode                                                                                                   |
| 2008       | Premier et dernier                           | Présentateur | Programme TV italien sur Italie 1, présenté avec Teo Mammucari                                                       |
| 2009-2010  | Contrecampo (TV)                             | Présentateur | Talk-show de la télévision italienne sur Rete 4, présenté avec Alberto Brandi                                        |
| 2010       | Uno scandalo al sole (Un scandale au soleil) | Présentateur | |
| 2011       | Fénoménal                                    | Invité       | Programme télévisé italien sur Italie 1, présenté par Teo Mammucari                                                  |
| 2011       | Laissez moi chanter!                         | Invité       | |
| 2011       | À l'envers, Pazzi pour la science            | Présentateur | Présentateur de la version italienne de "Crazy for science" de BBC Two                                               |
| 2011-2012  | Kalispera                                    | Présentateur | Programme TV italien sur Canale 5, présenté avec Alfonso Signorini                                                   |
| 2012       | Punto su di te !                             | Présentateur | Programme TV italien sur Rai 1, présenté avec Elisa Isoardi                                                          |
| 2012-2013  | Intitolata Amici a letto (Amis au lit)       | Se           | Programme télévisé italien de sitcom sur Comedy Central Italy / Comedy Central, avec Omar Fantini                    |
| 2013-2014  | Tiki taka                                    | Présentateur | Programme sportif de la télévision italienne sur Italia 1 / Mediaset Italia, Mediaset, présenté avec Pierluigi Pardo |
| Publicité  |                                              |              | |
| Année      | Titre                                        | Rôle         | Remarques |
| 2009       | Peugeot                                      | Se           | Publicité pour la 107 Petite Peste de Peugeot                                                                        |